# Camila
| Совокупная оценка    | Совокупная оценка |
| Источник             | Оценка            |
| -------------------- | ----------------- |
| Metacritic           | 75/100            |
| Оценки критиков      |                   |
| Источник             | Оценка            |
| AllMusic             | [ 6 ]             |
| Entertainment Weekly | B+                |
| Idolator             | [ 8 ]             |
| Newsday              | [ 9 ]             |
| NME                  | [ 10 ]            |
| The Guardian         | [ 1 ]             |
| Rolling Stone        | [ 11 ]            |
| The Independent      | [ 12 ]            |

Camila — дебютный студийный альбом кубино-американской певицы Камилы Кабельо, вышедший 12 января 2018 года на лейблах Epic, Syco и Sony. Песня «Havana» при участии Young Thug возглавила хит-парады многих стран, например, таких как Австралия, Канада, Ирландия и Великобритания и была сертифицирована в платиновом статусе в США.

## История
В декабре 2016 года Камила анонсировала свой уход из группы Fifth Harmony и решила сфокусировать себя на дебютном сольном альбоме.
13 ноября 2017 года Кабельо сообщила о готовности сольного альбома и его выходе в начале 2018 года. 5 декабря она сообщила, что он будет называться Camila и анонсировала дату выхода на 12 января 2018 года.
Альбом получил положительные отзывы музыкальных критиков и интернет-изданий: Metacritic, Metro UK, The Times’, NME, The Guardian, Entertainment Weekly, USA Today, The Daily Mail, Time, Newsday, Rolling Stone, AllMusic, Idolator, Billboard, Stereogum.

## Итоговые списки
| Публикация           | Список                           | Ранг | Ссылка |
| -------------------- | -------------------------------- | ---- | ------ |
| Billboard            | The 50 Best Albums of 2018       | 8    | [ 27 ] |
| City Pages           | Every #1 album from 2018, ranked | 3    | [ 28 ] |
| Entertainment Weekly | The 20 Best Albums of 2018       | 10   | [ 29 ] |
| PopCrush             | The 20 Best Albums of 2018       | н/д  | [ 30 ] |
| Refinery29           | The 10 Best Albums of 2018       | 10   | [ 31 ] |
| Rolling Stone        | The 50 Best Albums of 2018       | 3    | [ 32 ] |
| Rolling Stone        | The 20 Best Pop Albums of 2018   | 1    | [ 33 ] |
| The Independent      | The 40 Best Albums of 2018       | 25   | [ 34 ] |
| Time                 | The 10 Best Albums of 2018       | 10   | [ 35 ] |
| Uproxx               | The 50 Best Albums of 2018       | 20   | [ 36 ] |

## Награды и номинации
| Год  | Организация            | Награда                         | Результат | Ссылка        |
| ---- | ---------------------- | ------------------------------- | --------- | ------------- |
| 2018 | LOS40 Music Awards     | International Album of the Year | Номинация | [ 37 ]        |
| 2018 | People’s Choice Awards | Album of 2018                   | Номинация | [ 38 ]        |
| 2019 | Grammy Awards          | Best Pop Vocal Album            | Номинация | [ 39 ] [ 40 ] |
| 2019 | Juno Awards            | International Album of the Year | Номинация | [ 41 ]        |

## Коммерческий успех
В США альбом Camila дебютировал 27 января 2018 года и сразу возглавил американский хит-парад Billboard 200 (Камиле было 20 лет и 10 месяцев) с тиражом 119,000 эквивалентных альбомных единиц (включая 65,000 традиционных альбомных продаж). Благодаря такому успеху, Кабельо вошла в элитный клуб женщин, которые сначала были в чарте Billboard 200 (включая чартопперы) в составе своих групп, а потом стали № 1 с сольными альбомами. Кабельо до декабря 2016 года была членом женской вокальной группы Fifth Harmony. Ранее такое достижение имели Гвен Стефани-2016 (сольный альбом This Is What the Truth Feels Like) (из группы No Doubt, чей альбом был чарттоппером Tragic Kingdom в 1996 году), Бейонсе-2003 (Dangerously in Love) и Летоя-2006 (обе из группы Destiny’s Child с альбомом Survivor в 2001 году), Лорин Хилл-1998 (The Miseducation of Lauryn Hill) (из группы Fugees-1996’s The Score), Патти Лабелль-1986 (The Winner in You) (Labelle), Стиви Никс-1981 (Bella Donna) (из группы Fleetwood Mac с двумя чарттопперами: Fleetwood Mac — 1975, Rumours — 1977), Линда Ронстадт-1975 (Heart Like a Wheel) (The Stone Poneys), Дайана Росс-1973 (Lady Sings the Blues) (из группы The Supremes с тремя чарттопперами с 1966 по 1969) и Дженис Джоплин-1971 (сольник Pearl, девять недель № 1) (из группы Big Brother and the Holding Company с чарттоппером Cheap Thrills, восемь недель № 1 в 1968 году).
Кроме того, вместе с альбомом на первом месте был сингл «Havana» (№ 1 в Billboard Hot 100) и сама певица была на № 1 в Artist 100, это первый подобный музыкальный «хет-трик» или «трипл» для женщин после сходного достижения британской певицы Адель в 2015—2016 годах.
Камилла в одну неделю одновременно и впервые возглавила сразу два главных американских чарта: Hot 100 и Billboard 200. Это достижение для солистов произошло впервые за последние 15 лет. Ранее этот дебютный рекорд в двух чартах сделали Бейонсе (12 июля 2003, «Crazy in Love» № 1 в Hot 100 и Dangerously in Love в Billboard 200) и Бритни Спирс (30 января 1999, «…Baby One More Time» № 1 в Hot 100 и альбом в Billboard 200).

## Список композиций
| №                   | Название                          | Автор(ы) | Продюсеры                             | Длительность |
| ------------------- | --------------------------------- | --- | ------------------------------------- | ------------ |
| 1.                  | «Never Be the Same»               | Камила Кабельо Adam Feeney Leo Rami Dawod Jacob Ludwig Olofsson Noonie Bao Sasha Yatchenko                           | Frank Dukes Jarami [a]                | 3:46         |
| 2.                  | «All These Years»                 | Cabello Feeney Kaan Gunesberk Jeff Gitelman Mustafa Ahmed                                                            | Dukes Louis Bell [b]                  | 2:44         |
| 3.                  | «She Loves Control»               | Cabello Sonny John Moore Feeney Bell Ilsey Juber Ahmed                                                               | Skrillex Dukes [a] Bell [b]           | 2:57         |
| 4.                  | «Havana» (при участии Young Thug) | Камила Кабельо Jeffrey Williams Фаррелл Уильямс Feeney Brittany Hazzard Ali Tamposi Brian Lee Andrew Watt Louis Bell | Dukes Matt Beckley [b]                | 3:37         |
| 5.                  | «Inside Out»                      | Cabello Hazzard Feeney Tyler Williams Gunesberk                                                                      | Dukes T-Minus Bell [b]                | 3:02         |
| 6.                  | «Consequences»                    | Камила Кабельо Nicolle Galyon Amy Wadge Emily Lynn Weisband                                                          | Bart Schoudel                         | 2:58         |
| 7.                  | «Real Friends»                    | Камила Кабельо Feeney William Walsh Bell Lee [ 47 ] [ 48 ]                                                           | Dukes Bell [b]                        | 3:34         |
| 8.                  | «Something's Gotta Give»          | Камила Кабельо James Abrahart Sarah Hudson Jesse St. John Joe Khajadourian Alex Schwartz [ 49 ]                      | The Futuristics Dukes [a] Beckley [b] | 3:56         |
| 9.                  | «In the Dark»                     | Камила Кабельо Feeney Te Whiti Warbrick Simon Wilcox Madison Love Abrahart [ 50 ]                                    | Dukes                                 |              |
| 10.                 | «Into It»                         | Камила Кабельо Dukes Bell Ryan Tedder Justin Tranter [ 51 ]                                                          | Dukes Bell                            |              |
| 11.                 | «Never Be the Same» (Radio Edit)  | Камила Кабельо Feeney Dawod Olofsson Bao Yatchenko                                                                   | Dukes Jarami [a]                      | 3:47         |
| Общая длительность: | Общая длительность:               | Общая длительность:                                                                                                  | Общая длительность:                   | 36:55        |

| №                   | Название                                | Автор(ы)                                                                                                   | Продюсеры           | Длительность |
| ------------------- | --------------------------------------- | --- | ------------------- | ------------ |
| 12.                 | «Havana» (Ремикс вместе с Daddy Yankee) | Камила Кабельо J. Williams Фаррелл Уильямс Feeney Hazzard Tamposi Lee Watt Bell Ramón Luis Ayala Rodríguez | Dukes Beckley [b]   | 3:19         |
| Общая длительность: | Общая длительность:                     | Общая длительность:                                                                                        | Общая длительность: | 40:14        |

| №                   | Название                           | Автор(ы)                                                                              | Продюсеры           | Длительность |
| ------------------- | ---------------------------------- | ------------------------------------------------------------------------------------- | ------------------- | ------------ |
| 12.                 | «Havana» (Remix with Daddy Yankee) | Камила Кабельо J. Williams P. Williams Feeney Hazzard Tamposi Lee Watt Bell Rodríguez | Dukes Beckley [b]   | 3:19         |
| 13.                 | «I Have Questions»                 | Камила Кабельо Jesse Shatkin Bibi Bourelly                                            | Shatkin             | 3:42         |
| Общая длительность: | Общая длительность:                | Общая длительность:                                                                   | Общая длительность: | 43:56        |

Notes
- ↑  сопродюсер
- ↑  продюсер по вокалу
- «Havana» с бэк-вокалом Фаррелл Уильямс и Starrah.
- «I Have Questions» с бэк-вокалом Bibi Bourelly.

## Чарты
| Чарты (2018)                        | Высшая позиция |
| ----------------------------------- | -------------- |
| Австралия (ARIA)                    | 3              |
| Австрия (Ö3 Austria)                | 6              |
| Бельгия/Фландрия (Ultratop)         | 3              |
| Бельгия/Валлония (Ultratop)         | 8              |
| Канада (Canadian Albums Chart)      | 1              |
| Чехия (ČNS IFPI)                    | 2              |
| Дания (Hitlisten)                   | 4              |
| Нидерланды (Album Top 100)          | 1              |
| Финляндия (Suomen virallinen lista) | 2              |
| Франция (SNEP)                      | 7              |
| Германия (Offizielle Top 100)       | 8              |
| Венгрия (MAHASZ)                    | 15             |
| Греция (IFPI Greece)                | 18             |
| Ирландия (IRMA)                     | 3              |
| Италия (Classifica album)           | 8              |
| Япония (Oricon)                     | 15             |
| Япония (Oricon)                     | 2              |
| Мексика (AMPROFON)                  | 1              |
| Новая Зеландия (RMNZ)               | 3              |
| Норвегия (VG-lista)                 | 1              |
| Польша (ZPAV)                       | 4              |
| Португалия (AFP)                    | 1              |
| Шотландия (Scottish Albums Chart)   | 2              |
| Республика Корея (Gaon)             | 5              |
| Испания (PROMUSICAE)                | 1              |
| Швеция (Sverigetopplistan)          | 1              |
| Швейцария (Schweizer Hitparade)     | 3              |
| Великобритания (UK Albums Chart)    | 2              |
| США (Billboard 200)                 | 1              |

## Сертификации
| Регион | Сертификация  | Продажи   |
| --- | ------------- | --------- |
| Австралия (ARIA) | Золотой       | 35 000    |
| Бразилия (ABPD) | Бриллиантовый | 160 000   |
| Канада (Music Canada) | 2× Платиновый | 160 000^  |
| Дания (IFPI Danmark) | Золотой       | 10 000    |
| Франция (SNEP) | Золотой       | 50,000    |
| Мексика (AMPROFON) | Платиновый    | 60 000    |
| Нидерланды (NVPI) | Платиновый    | 40 000    |
| Новая Зеландия (RMNZ) | Платиновый    | 15 000    |
| Польша (ZPAV) | Платиновый    | 20 000    |
| Швеция (GLF) | Золотой       | 15 000    |
| Швейцария (IFPI Switzerland) | Платиновый    | 20,000    |
| Великобритания (BPI) | Золотой       | 100 000   |
| США (RIAA) | Платиновый    | 1 000 000 |
| * Данные о продажах приведены только на основе сертификации. · ^ Данные о тиражах приведены только на основе сертификации. · Данные о продажах + прослушиваниях приведены только на основе сертификации. |               |           |